# Invasionen i Svinebugten
Invasionen i Svinebugten var et amerikansk planlagt og finansieret invasionsforsøg på med bevæbnede eksilcubanere i det sydvestlige Cuba at vælte Fidel Castro-regeringen i 1961. Invasionsforsøget markerede et klimaks for anti-cubanske aktioner foretaget af USA. Invasionsforsøget mislykkedes dog fuldstændigt og viste sig at blive en stor international pinlig affære for John F. Kennedy-administrationen.

## Historien
USA's nye præsident John F. Kennedy ønskede i 1961 at slippe af med det revolutionære styre i Havana. Det udøvende organ for aktionen var USA's efterretningstjeneste CIA, i hvis hænder den politiske og militære ledelse var lagt. CIA, som havde rige erfaringer med at assistere ved fjernelsen af fremmede landes regeringer – den første var 1953-operationen TPAJAX i Iran, fulgt af operation PBFORTUNE i Guatemala året efter – var til at begynde med fortrøstningsfulde med, at det skulle lykkes at styrte den cubanske regering. Planen med kodeordet Operation Pluto blev organiseret af Richard Mervin Bissell, Jr., CIA's underdirektør for planlægning under chefen for CIA, Allen Dulles.
Hjælpetropperne bestod af en brigade på omkring 1.500 cubanske lejesoldater, som CIA havde hvervet blandt emigrerede, kontrarevolutionære på USA's territorium. Ved udgangen af 1960 levede der over 40.000 cubanere i landflygtighed i USA. Miami alene tegnede sig for de 30.000. Den første flygtning havde forladt Cuba den 1. januar 1959. Hans navn var Fulgencio Batista, den tidligere diktator, som var blevet afsat af Fidel Castro. I Miami udfoldede disse flygtninge en hektisk, konspiratorisk aktivitet, og dermed fik CIA et ideelt menneskemateriale til disposition for sine planer.
I slutningen af 1959 havde Allen Dulles fået til opgave af Det Nationale Sikkerhedsråd at planlægge undergravende aktioner mod det revolutionære styre på Cuba. Fra første færd drejede det sig om systematisk rekruttering af cubanske kontrarevolutionære. Allan Dulles plan gik – fra starten af 1960 – ud på at hverve en regulær hær af lejetropper, som skulle sættes ind mod Fidel Castro og den cubanske revolution i åben krig.
USA's daværende præsident Dwight D. Eisenhower gav projektet sin principielle godkendelse den 17. marts 1960. Den cubanske kontraspionage, hvis agenter havde infiltreret alle kontrarevolutionære grupper af betydning, fungerede perfekt. Allerede i en tale holdt på Revolutionspladsen den 1. maj 1960 forudsagde Fidel, at der ville blive foretaget en landgangsoperation organiseret af CIA og udgående fra militære støttepunkter i Guatemala. Den 4. januar 1961 afbrød Eisenhower de diplomatiske forbindelser med den cubanske regering. Det var en af hans sidste embedshandlinger. Omtrent samtidigt udtalte han til sin efterfølger, John F. Kennedy: "På Cuba ser det ikke godt ud. Det er meget muligt, at De bliver nødt til at sende tropper derned."
I januar 1961 offentliggjorde to af USA's førende nyhedsorganer, Time og New York Times, detaljerede reportager om invasionsforberedelserne. Med et slag var CIA's projekt blevet en offentlig hemmelighed. På barerne i Miami talte man nu lige ud af posen om den forestående operation.
Kennedys embedsovertagelse bevirkede en udsættelse af angrebet på Cuba. Først efter kraftig pression lykkedes det for efterretningstjenesten at gennemtvinge en afgørelse hos den nye ledelse. Den blev truffet den 4. april 1961. Den dag trådte Det Nationale Sikkerhedsråd sammen under John F. Kennedys forsæde. Blandt deltagerne var chefen for CIA Allan Dulles, udenrigsminister Dean Rusk, forsvarsminister Robert McNamara, en række af Kennedys rådgivere, blandt andet Arthur Schlesinger og formanden for Senatets udenrigskomite William Fulbright.
CIA's projekt, der i forvejen var godkendt af hærens, flådens og luftvåbnets generalstabschefer, blev vedtaget med alle stemmer mod én – Fulbrights. På dette tidspunkt havde CIA allerede afsikret aktionen politisk set og den 22. marts dannet en provisorisk, cubansk regering. Denne marionetregering, der overtog det formelle politiske ansvar for invasionen, skulle efter landgangsoperationen – per fly – transporteres til Zapata-halvøen på Cubas sydside.
Den 12. april 1961 var invasionsflåden stået til søs konvojeret af amerikanske destroyere og hangarskibe. Tre dage efter, ved sekstiden om morgenen lørdag den 15. april, dukkede CIA's B-26 Invaders op på himlen over Cuba. Der blev rettet et angreb mod Cubas fire vigtigste militære flybaser. Næsten halvdelen af det cubanske luftvåben blev gjort ukampdygtigt.
Før daggry den 17. april, kort før klokken to, gik de første frømænd i land på Giron Strand (i Svinebugten) for at anbringe positionslysene, der skulle vejlede landgangsfartøjerne, – og da havde Fidel Castro mobiliseret hele Cuba: hæren, luftvåbenet og militsen var i højeste alarmberedskab. "Den provisoriske Regering", der af navn havde den politiske ledelse af invasionen, befandt sig på dette tidspunkt i en barak ved en forladt, militær flyveplads i Floridas sumpland. Efter tre døgn var Giron Strand dækket af udbrændte kampvogne, og i havstokken lå sænkede landgangsfartøjer. Under militsens og den revolutionære hærs koncentrerede ild forblødte lejesoldaterne i Zapata-halvøens sumpe. Omkring midnat – natten til den 19. april – blev der gjort et sidste forsøg på at redde invasionen ved direkte militær intervention fra USA's side. CIA-agenten Bissel, general Lemnitzer og admiral Burke forlangte øjeblikkelig indsats af flådens jagerfly, som stod parat på dækket af et hangarskib 50 sømil fra Giron. Kennedy afviste kravet. Næste morgen meddelte Fidel: "Angriberne er blevet tilintetgjort. Efter slaget på Giron Strand står revolutionen som sejrherre. På tre døgn har revolutionen tilintetgjort en hær, det har taget USA's imperialistiske regering adskillige måneder at stille på benene".
Den 26. april påtog præsident Kennedy sig det fulde ansvar for den mislykkede invasion.

## Invasionens effekt på Cuba
Invasionen kritiseres ofte, fordi den gjorde Castro endnu mere populær, end han var i forvejen, og fordi nationalistiske følelser nu knyttedes til den støtte, han havde i kraft af sin økonomiske politik. Umiddelbart efter de første B-26 bombardementer erklærede han revolutionen som værende "marxistisk-leninistisk". Efter invasionen stræbte han efter tættere relationer med Sovjetunionen, delvis som beskyttelse – og det hjalp til at bane vejen for Cuba missilkrisen halvandet år efter. Castro blev nu stadig mere nervøs for yderligere intervention fra USA's side og mere påvirkelig over for sovjetiske forslag om at placere atomvåben på Cuba for at øge landets sikkerhed. Der foretages stadig årlige, landsomfattende øvelser på 'Dia de la Defensa' (Forsvarsdagen) for at forberede befolkningen på en invasion.

## Eksterne links
- The Bay of Pigs Invasion. CIA Featured Story Archive 2016 Arkiveret 19. december 2020 hos  Wayback Machine